# Каракумський ВТТ
Каракумський ВТТ (рос. КАРАКУМСКИЙ ИТЛ, Кара-Кумский ИТЛ, Каракумлаг, ИТЛ Средазгидростроя, ИТЛ и Строительство Главного Туркменского канала) — підрозділ, що діяв у структурі виправно-трудових таборів СРСР з 14.10.50 по 29.04.53.

## Підпорядкування і дислокація
- Середньоазійський Гідробуд МВС з 14.10.50;
- ГУЛАГ МЮ з 02.04.53.

Дислокація: Узбецька РСР, Каракалпацька АРСР, в р-ні Тахіаташа на 14.10.50 ;

м.Нукус на 27.02.53

## Виконувані роботи
- буд-во Головного Туркменського каналу,
- буд-во греблі на р.Амудар'я у Тахіаташа з ГЕС,
- контрагентські роботи на буд-ві залізничної лінії Ургенч-Тахіаташ (10.50),
- буд-во цегел. з-ду, Гідротехнікуму, водопроводу,
- робота на кам'яному кар'єрі, в рем. майстернях,
- виготовлення сирцевої цегли,
- с/г роботи.

## Чисельність з/к
- 01.01.51 — 626,
- 01.01.52 — 7925,
- 01.01.53 — 9919,
- 01.05.53 — 4423

## Історія
СередазГІДРОБУД (рос. СРЕДАЗГИДРОСТРОЙ) МВС СРСР — будівельне управління, підпорядковане безпосередньо МВС, організовано наказом МВС № 620 від 16 вересня 1950 для здійснення будівництва Головного Туркменського каналу, греблі на р. Аму-Дар'я у Тахіаташа з гідроелектростанцією та інших споруд на Головному Туркменському каналі, головних споруд великих відвідних, зрошувальних і обводнювальних каналів, а також зрошуваного масиву Прикаспійської рівнини Західного Туркменістану. «Для забезпечення робочою силою Середазгідробуду» наказом МВС № 0701 від 14 жовтня 1950 був організований Каракумський ВТТ. Керівництво роботами Середазгідробуду МВС у Москві здійснювала оперативна група (пр. МВС № 00579 від 16.09.50).
Постановою РМ СРСР № 832-370сс від 18 березня 1953 управління було ліквідовано; табір в його складі переданий в ГУЛАГ МЮ (наказ 0013 МЮ від 02.04.53).